# 乐安宜黄战役
乐安宜黄战役，是第一次国共内战中，第三次反围剿战争与第四次反围剿战争间的其中一次战役。
1932年8月16日，红一军团等部进攻安乐城，红三军团打援。17日，攻占安乐。19日，攻占宜黄城。红军共攻占4座城镇，缴枪4000余支（挺）。